# 복제 불가능성 정리
양자 정보 이론에서 복제 불가능성 정리는 임의의 알려지지 않은 양자 상태와 동일한 복사본을 독립적으로 만드는 것이 불가능하다고 명시하며, 이는 양자 계산 분야에서 심오한 의미를 지닌다. 이 정리는 James Park 이 저술한 1970년 no-go 정리의 진화이며, 여기서 그는 단순하고 완벽한 방해 없는 측정 체계가 존재할 수 없음을 보여준다(동일한 결과는 1982년에 독립적으로 도출될 것이다. 우터스 및 추렉 뿐만 아니라 딕스 같은 해). 복제는 구체적으로 동일한 요인으로 분리 가능한 상태의 생성을 의미하므로 앞서 언급한 정리는 한 계의 상태가 다른 계의 상태와 얽히는 것을 배제하지 않는다. 예를 들어 제어된 NOT 게이트 와 발스-아다마흐 게이트를 사용하여 얽힌 상태의 하위 계 측면에서 잘 정의된 상태가 정의되지 않을 수 있으므로 복제 불가능성 정리를 위반하지 않고 두 큐비트를 얽히게 할 수 있다. 복제 불가능성 정리(일반적으로 이해되는 대로)는 순수 상태에만 관련되는 반면 혼합 상태에 관한 일반화된 진술은 방송 불가능성 정리로 알려져 있다.
복제 불가능성 정리에는 시간 역전 이중, 삭제 불가능성 정리가 있다. 이들은 함께 범주론, 특히 데거 콤팩트 범주 측면에서 양자 역학의 해석을 뒷받침한다. 범주형 양자 역학으로 알려진 이 공식화는 양자 역학에서 양자 정보 이론의 논리인 선형 논리로의 연결을 허용한다(직관 논리가 데카르트 닫힌 범주에서 발생하는 것과 같은 의미에서).

## 역사
애셔 페레스와 데이비드 카이저에 따르면 우터스 와 추렉 및 딕스가 1982년 복제 불가능성 정리를 증명한 논문은 닉 허버트의 제안에 의해 촉발되었다. 양자 얽힘을 사용하는 초광속 통신 장치의 경우 지안카를로 기라르디는 우터스와 추렉가 해당 제안에 대한 심사 보고서에서 출판된 증명보다 18개월 전에 정리를 증명했다(편집자의 편지에서 알 수 있다.). 그러나 오르티고소는 양자역학에서 단순 비(非)교란 측정의 부족에 대한 해석과 함께 완전한 증명이 1970년에 Park에 의해 전달되었다고 2018년에 지적했다.

## 정리 및 증명
동일한 힐베르트 공간 {\displaystyle H=H_{A}=H_{B}}을 가진 두 개의 양자 계 {\displaystyle A}와 {\displaystyle B}가 있고 양자 계 {\displaystyle B}의 상태 {\displaystyle |e\rangle _{B}} 위에 양자 계 {\displaystyle A}의 임의의 상태 {\displaystyle |\phi \rangle _{A}}를 복사하고자 한다. (브라-켓 표기법 참조). 즉, 상태 {\displaystyle |\phi \rangle _{A}\otimes |e\rangle _{B}}에서 시작해서 상태 {\displaystyle |\phi \rangle _{A}\otimes |\phi \rangle _{B}}를 얻고 싶다. 상태 {\displaystyle A}의 "사본"을 만들기 위해, {\displaystyle |\phi \rangle _{A}}와 독립적인 알 수 없는 초기 상태 또는 비어있는 상태 {\displaystyle |e\rangle _{B}}에서 계 B와 결합시킨다.
결합된 계의 초기 상태는 다음 텐서 곱으로 설명된다.
{\displaystyle |\phi \rangle _{A}\otimes |e\rangle _{B}.}
{\displaystyle \otimes } 기호는 이하 생략하겠다.
결합된 계를 조작할 수 있는 허용 가능한 양자 연산은 다음 두 가지 밖에 없다.
1. 우리는 관측을 수행할 수 있는데, 이는 계를 관측 가능한 고유 상태로 비가역적으로 붕괴시켜 큐비트에 포함된 정보를 손상시킨다. 이것은 분명히 우리가 원하는 것이 아니다.
2. 또는 결합된 계의 해밀토니안을 제어할 수 있으므로 예를 들어 시간 독립적인 해밀토니안{\displaystyle U(t)=e^{-iHt/\hbar }}에 대해 시간 진화 연산자 {\displaystyle U(t)}를 제어할 수 있다. 일정한 시간 {\displaystyle t_{0}}까지 진화하는 결합된 계의 힐베르트 공간 {\displaystyle H\otimes H}위에 작용하는 유니타리 연산자 {\displaystyle U}를 산출한다. 그러나 그러한 유니타리 연산자 {\displaystyle U}는 모든 상태를 복제할 수 없다.

복제 불가능성 정리는 다음 질문에 대해 부정적으로 답한다. "계 A의 임의의 상태에 대해서, 계 B의 상태가 계 A의 상태로 진화하도록 하는 {\displaystyle H_{A}\otimes H_{B}=H\otimes H}에 작용하는 유니타리 연산자 {\displaystyle U}를 구성할 수 있는가?"
정리 :  {\displaystyle e}와 {\displaystyle \phi }에 의존하는 어떤 실수 {\displaystyle \alpha }와 {\displaystyle H}의 모든 정규화된 상태 {\displaystyle |\phi \rangle _{A}}, {\displaystyle |e\rangle _{B}}에 대해
{\displaystyle U(|\phi \rangle _{A}|e\rangle _{B})=e^{i\alpha (\phi ,e)}|\phi \rangle _{A}|\phi \rangle _{B}}
가 성립하는 {\displaystyle H\otimes H} 위에 작용하는 유니타리 연산자 {\displaystyle U}는 존재하지 않는다.
추가적 페이즈 인자(복소수의 편각)은 양자 역학 상태가 힐베르트 공간에서 정규화된 벡터를 페이즈 인자까지만 정의한다는 사실을 표현한다. 즉, 양자역학의 상태는 사영 힐베르트 공간의 원소이다.
정리를 증명하기 위해 힐베르트 공간 {\displaystyle H}에서 임의의 상태 쌍 {\displaystyle |\phi \rangle _{A}}, {\displaystyle |\psi \rangle _{A}}을 선택한다. {\displaystyle U}는 유니타리해야 하기 때문에
{\displaystyle \langle \phi |\psi \rangle \langle e|e\rangle \equiv \langle \phi |_{A}\langle e|_{B}|\psi \rangle _{A}|e\rangle _{B}=\langle \phi |_{A}\langle e|_{B}U^{\dagger }U|\psi \rangle _{A}|e\rangle _{B}=e^{-i(\alpha (\phi ,e)-\alpha (\psi ,e))}\langle \phi |_{A}\langle \phi |_{B}|\psi \rangle _{A}|\psi \rangle _{B}\equiv e^{-i(\alpha (\phi ,e)-\alpha (\psi ,e))}\langle \phi |\psi \rangle ^{2}.}
양자 상태 {\displaystyle |e\rangle }는 정규화 된 것으로 가정하므로
{\displaystyle |\langle \phi |\psi \rangle |^{2}=|\langle \phi |\psi \rangle |.}
이는 다음 중 하나를 의미한다. {\displaystyle |\langle \phi |\psi \rangle |=1} 또는 {\displaystyle |\langle \phi |\psi \rangle |=0}. 따라서 코시-슈바르츠 부등식에 의해 {\displaystyle |\phi \rangle =e^{i\beta }|\psi \rangle }이거나 {\displaystyle |\phi \rangle }는 {\displaystyle |\psi \rangle }에 직교한다. 그러나 이것은 자명하게 임의의 두 상태가 아니다. 따라서 하나의 범용 연산자 {\displaystyle U}가 일반적인 양자 상태를 복제할 수는 없다. 이렇게 복제 불가능성 정리를 증명한다.
예를 들어 큐비트을 보자. 그것은 확률 진폭(1로 정규화됨)이라고 하는 두 개의 복소수, 즉 세 개의 실수(두 개의 각과 하나의 반지름)로 나타낼 수 있다. 복사 및 붙여넣기 작업을 사용하여 기존 컴퓨터에서 세 개의 숫자를 복사하는 것은 사소하지만(유한한 정밀도까지) 큐비트가 유니타리 변환(예: 아다마흐 양자 게이트에 의해)되어 분극화되는 경우 문제가 나타난다.(유니타리 변환은 전사 등장사상이다) 이러한 경우 큐비트는 두 개의 실수(극각 하나와 1인 반지름 하나)로 나타낼 수 있지만 세 번째 값은 이러한 표현에서 임의적일 수 있다. 그러나 큐비트(예: 편광 인코딩된 광자)의 실현은 "구조" 내에 전체 큐비트 정보를 저장할 수 있다. 따라서 하나의 범용적 유니타리 진화 연산자 {\displaystyle U}는 복제 불가능성 정리에 따라 임의의 양자 상태를 복제할 수 없다. 변환된 큐비트(초기) 상태에 의존해야 하므로 범용적이지 않다.

## 일반화
정리의 설명에서 두 가지 가정이 이루어졌다. 복사할 상태는 순수 상태이고 제안된 복사기는 유니타리 시간 진화를 통해 작동한다. 이러한 가정은 일반성을 잃지 않는다. 복사할 상태가 혼합 상태인 경우, 더 큰 계의 순수한 상태로 취급하는 방식으로 "정화" 할 수 있다.  또는 혼합 상태에서 직접 작동하는 다른 증명을 제공할 수 있다. 이 경우 정리는 종종 방송 불가능성 정리로 알려져 있다. 마찬가지로 ancilla를 도입하고 적절한 유니타리 진화를 수행하여 임의의 양자 연산을 구현할 수 있다. 따라서 복제 불가 정리는 일반적으로 완전히 성립한다.

## 이에 따른 결과들
- 복제 불가능성 정리는 양자 상태에 대한 특정 고전 오류 정정 기술의 사용을 방지한다. 예를 들어, 양자 계산 도중 상태의 백업 복사본을 생성하여 후속 오류를 정정하는 데 사용할 수 없다. 오류 정정은 실용적인 양자 계산에 필수적이며 한동안 그것이 가능한지 여부가 불분명했다. 1995년에 쇼어와 스테인은 복제 불가능성 정리를 우회하는 최초의 양자 오류 정정 부호를 독립적으로 고안함으로써 이것이 사실임을 보여주었다.
- 유사하게, 복제는 양자 상태를 고전적 비트 열(심지어 무한 열의 비트)로 변환하고 해당 비트를 새로운 위치로 복사한 다음 새 위치의 원래 양자 상태. 이것은 한 위치에서 양자 상태를 파괴하고 다른 위치에서 정확한 복사본을 다시 만들 수 있는 얽힘을 통한 순간 이동과 혼동해서는 안 된다.
- 복제 불가능성 정리는 양자 얽힘이 고전 정보를 전송하는 데 사용될 수 없다는 통신 불가능성 정리에 의해 암시된다(초광속이든 더 느리든). 즉, 복제는 얽힘과 함께 이러한 통신이 발생하도록 허용한다. 이를 확인하려면 EPR 사고 실험을 고려하고 양자 상태를 복제할 수 있다고 가정한다. 극대 얽힘 벨 상태의 일부가 앨리스와 밥에게 분배된다고 가정한다. 엘리스는 다음과 같은 방법으로 밥에게 비트를 보낼 수 있다. 엘리스가 "0"을 전송하려면 z 방향에서 전자의 스핀을 측정하여 밥의 상태를 {\displaystyle |z+\rangle _{B}} 또는 {\displaystyle |z-\rangle _{B}} 중 하나로 붕괴시킨다. "1"을 전송하기 위해 엘리스는 자신의 큐비트에 아무 작업도 수행하지 않는다. 밥은 전자 상태의 복사본을 많이 만들고 각 복사본의 z 방향 스핀을 측정한다. 밥은 모든 측정값이 동일한 결과를 생성하면 엘리스가 "0"을 전송했음을 알게 된다. 그렇지 않으면 그의 측정 결과가 {\displaystyle |z+\rangle _{B}} 또는 {\displaystyle |z-\rangle _{B}} 동등한 확률로 나올 것이다.  이렇게 하면 엘리스와 밥이 서로에게 고전적인 비트를 통신할 수 있다(아마도 인과율을 위반하는 공간꼴 분리를 가로질러).
- 양자 상태들을 완벽하게 구별할 수 없다.[13]
- 복제 불가능성 정리는 블랙홀에 대한 홀로그래픽 원리를 두 개의 정보 복사본이 있다는 의미로 해석하는 것을 방지한다. 하나는 사건의 지평에 있고 다른 하나는 블랙홀 내부에 있다. 이것은 블랙홀 상보성과 같은 보다 급진적인 해석으로 이어진다.
- 복제 불가능성 정리는 모든 단검 콤팩트 범주에 적용된다. 이러한 종류의 자명하지 않은 범주에 대한 보편적인 복제 형태는 없다.[14] 이 정리는 이 범주의 정의에 내재되어 있지만 이것이 사실임을 보는 것은 자명한 일이 아니다. 이 범주에는 집합 및 관계 범주와 보충 경계 범주를 포함하여 유한 차원 힐베르트 공간이 아닌 것들이 포함되므로 이 통찰은 중요하다.

## 불완전 복제
미지의 양자 상태를 완벽하게 복제하는 것은 불가능하지만 불완전한 복제본을 만드는 것은 가능하다. 이는 복제할 계에 더 큰 보조 계를 연결하고 결합된 계에 유니타리 변환을 적용하여 수행할 수 있다. 유니타리 변환이 올바르게 선택되면 결합된 계의 여러 구성 원소가 원래 계의 대략적인 복사본으로 발전한다. 1996년에 V. Buzek과 M. Hillery는 범용 복사기가 5/6이라는 놀라울 정도로 높은 충실도로 알려지지 않은 상태의 복제본을 만들 수 있음을 보여주었다.
불완전한 양자 복제는 양자 정보 이론의 다른 용도 중에서 양자 암호화 프로토콜에 대한 도청 공격으로 사용될 수 있다.

## 같이 보기
- 양자 얽힘
- 양자 복제
- 양자 정보 이론
- 하이젠베르크 불확정성 원리

## 기타 출처
- V. Buzek 및 M. Hillery, Quantum cloning, Physics World 14(11) (2001), pp. 25 – 29.